# Otprilike Ovako
Otprilike ovako, hrvatski blues sastav iz Splita. Najpoznatiji je hrvatski blues sastav.

## Povijest
Osnovanisu 1974. godine. Pioniri su splitske klupske i blues pozornice te uz neke novake uz prvotne članove i danas su nazočni na pozornici. Ispočetka su svirali američki crnački blues koji su izvodili na autentičnim glazbalima (washtub-bass, washboard, jaw harp itd.). Vremenom su postupno prešli na električna glazbala. Do konca 70-ih godina 20. stoljeća stvorili su vlastite skladbe zasnovane na bluesu. Bili su okupljalištem većine mladih glazbenika što ih je napravilo kultnom grupom. Na čelu nje je diskretno izdvojio pjevač i virtuoz na usnoj harmonici Jadran Zlodre Gobbo (1952. – 2008.). Sastav je bio rasadnik vrsnih glazbenika, dio kojih je poslije uspio napraviti dobru glazbenu karijeru. Uz to su njegovali posebitu pristupa glazbi i publici.
Manje su marili za zaradu, a više za publiku i svoj užitak. Ostavili su rijetke zvučne zapise. Prvi su objavili tek nakon dvadeset godina postojanja. Bilo je to 1994. i na njemu su bile četiri skladbe. Bio je to minialbum autoironijskog imena Quarat. Drugi je izašao tek 14 godina poslije pod imenom Gobbo i Otprilike ovako (2008.) i to su većinom kompilacije skladba u rasponu od 1983. do 2006. a i one su uglavnom također snimke uživo. Drugi je album više bio odavanje počasti Gobbu umrlom te 2008. i više je zbog tog razloga izašao, a ne zato što je sastav htio ostaviti zvučni zapis za vječnost. 
2006. su nastupili na splitskom festivalu.
Dokumentarni film o ovom sastavu i vođi Gobbu snimio je član sastava Matko Petrić. Naslova je Earl Jones je bio u pravu. Nakon nekog vremena u Gobbovu čast pokrenut je festival bluesa u Splitu koji se održavao na Prokurativama.

## Članovi
Članovi su do sada bili: Bojan Beladović, Boris Popov, Darko Aljinović, Duško Ivelić, Goran Franić, Goran Slavićek-Salko, Ilija Utrobičić, Jadran Zlodre-Gobbo, Joško Gujinović, Matko Petrić, Mladen Baučić, Mladen Velat, Neno Bego, Silvije Škare, Siniša Kovačić, Sven Buić, Tonči Kragić, Tonči Radić, Željko Milić, Željko Šparmajer, Zlatko Brodarić, Zvonimir Matić.
Među zadnjim postavama je sljedeća:
- Goran Cetinić-Koća (gitara, glas)
- Željko Milić (saksofon)
- Vladimir Garić (gitara, glas)
- Goran Slaviček (bas)
- Matko Petrić (udaraljke)
- Vladimir M. Kragić (bubnjevi)

## Vanjske poveznice
- Otprilike ovako  Arhivirana inačica izvorne stranice od 10. listopada 2019. (Wayback Machine)
- Discogs
- Diskografija.com